# 下村孝太郎
下村 孝太郎（しもむら こうたろう、1861年10月29日（文久元年9月26日） - 1937年（昭和12年）10月21日）は、日本の化学技術者。工学博士。同志社第6代社長（現総長）。
父下村九十郎は熊本藩士石光文平の二男で下村家を相続した。軍人石光真清・真臣兄弟はいとこ。野田豁通は叔父。妻とくは、京都府知事北垣国道の養女。馬鈴薯王の牛島謹爾の妻（四女）、浮田和民の先妻の末、後妻の五女（いつめ）, 富山薬学専門学校校長, 愛知薬学校校長の小野瓢郎の妻は孝太郎の妹である。

## 経歴

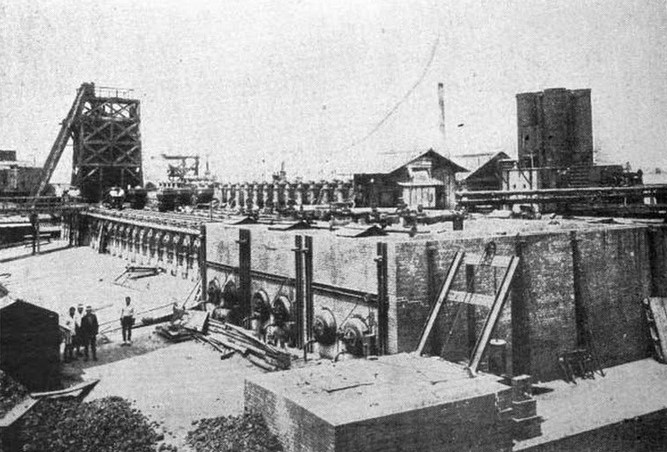
大阪舎密工業

熊本県出身。熊本洋学校と同志社英学校（現・同志社大学）に学ぶ。妹の知喜子と末子も同志社の女子部に通った。1879年父を失う。孝太郎は下村家唯一人の男子であったから､父亡き後､母と6人の妹を扶養する立場となり､学業半ばで熊本に戻った。
1885年渡米し、マサチューセッツ州ウースター市（ボストン郊外）のウースター工科大学（Worcester Polytechnic Institute）で化学を専攻した。さらに、ジョンズ・ホプキンズ大学の大学院でアイラ・レムセンに師事して有機化学の研究を始めたが、新島襄から新設の理学部設立を主宰することを要請される。1890年創立の日本最初の私学の科学高等教育機関、波理須理化学校（現在の同志社大学理工学部の淵源とされる）の教頭に就任する。教頭時代にもレムセンとの研究に従事し、化学工業界での業績を残した。
1896年、35歳のときに化学工業界に進出した下村は、有機化学での事業を始めるため副産物回収式コークス炉の建造に着手する。大阪舎密工業株式会社の技師長として約半年の欧米視察ののち、ベルギーのセメ・ソルベー社の方式を最良と判断したが、当時の国内の技術力では外国人技術者の手を借りる必要があった。しかし、下村は外国人を雇うなら自分は辞任する、あくまでも国産独自に建造し運転したいと社長に申し出た。それは運転開始時の不具合による爆発の恐れがあった。苦難のすえに1898年に無事に大阪舎密工業の16炉が完成し、日本で初めて下村は副産物のアンモニアから肥料用の硫酸アンモニウムの大規模な生産に成功する。
1899年2月から1899年7月まで同志社臨時名誉社長、1903年10月から1906年11月まで、同志社社長を務めた。
1907年から1909年には、官営八幡製鉄所の依頼で150炉の同型の炉を建造した。セメ・ソルベー炉は従来の平炉とは違い原料に圧力がかかるので、この炉さえつくれば良質のコークスが得られると下村は思ったが、硫黄分の少ない堅いコークスはできなかった。炉の構造よりも原料の良否が肝心であることを悟り、石炭の乾留による半成コークスの製法と配合により「下村式石炭低温乾留法」を確立させる。これにより第二次世界大戦後の困難な原料事情での製鉄の操業を可能にし、また液体燃料の見地から石炭低温乾留の先駆者として、海外からも注目される。
1914年、第一次世界大戦が起こると、ドイツから染料輸入が途絶えることが予想されたため、国産のナフタレンを製造する方法を考え、実験を行っていた。突然爆発が起こり、両眼がほぼ失明状態となる。しかし、下村の化学の探究心は衰えず、三好久太郎とともに染料合成方法を確立し、日本最初の有機合成染料のシミア・ブラック（下村・三好の頭文字から命名）を製造した。1916年、国策の会社日本染料製造株式会社が設立されたとき、下村は技師長として就任する。さらに1923年には大阪舎密工業の社長に就任した。また、両眼負傷の失意がきっかけとなり、宗教的な思索を巡らすようになり、二男に口述筆記させて『霊魂不滅観』(1922)や『我が宗教観』(1931)を著した。
京都大学を出て化学技術者になった息子の明と孝次に与えた遺訓8条があり、下記のような3つを含む。
- 「技術者は機械にあらず、機械を支配する職なれば、人生を弁じ、人間を支配する能力なかるべからず」
- 「世に技術者かたぎと申す変てこりんのものあり、他人の言うことを聞かぬ性質を指すなり。折々素人が途方もないことを言い出すことあり。かかる言い分には技術者の参考として思考の種となるものなきにしもあらず」
- 「技師は経済の思想なかるべからず。理想的な技師は技術に加うるに営業の才能ある者たるべし。これなき技術者は一種の高等職人たるにすぎず」